# Pfarrkirche Pack

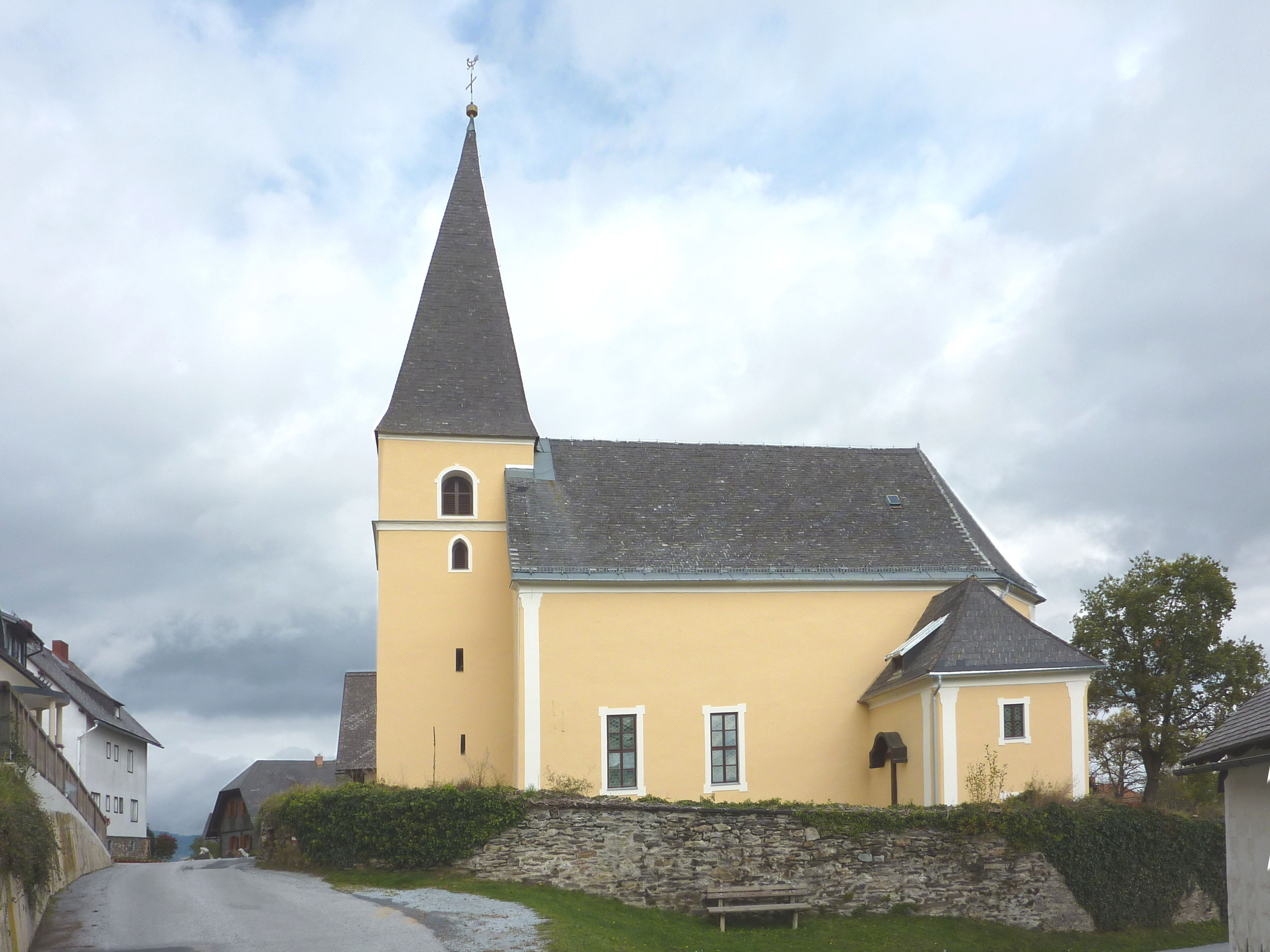
Die Kirche im Oktober 2012

Die Pfarrkirche Pack ist die römisch-katholische Pfarrkirche im Ort Pack in der Gemeinde Hirschegg-Pack in der Steiermark. Die Pfarrkirche hl. Martin gehört zum Dekanat Voitsberg in der Diözese Graz-Seckau. Ihre Geschichte führt bis in die Mitte des 13. Jahrhunderts zurück. Die Kirche steht mitsamt dem sie umgebenden Friedhof unter Denkmalschutz (Listeneintrag).

## Geschichte
Die Kirche wurde erstmals 1245 urkundlich erwähnt. Der Kirchturm sowie die westliche Kirchenmauer trugen früher einen Hinweis, dass sie im Jahr 1524 errichtet wurden. Der Bau des heutigen Kirchenschiffes erfolgte nach 1766. Eine Restaurierung des Außen- und Innenraumes fand 1978/79 statt.

## Beschreibung

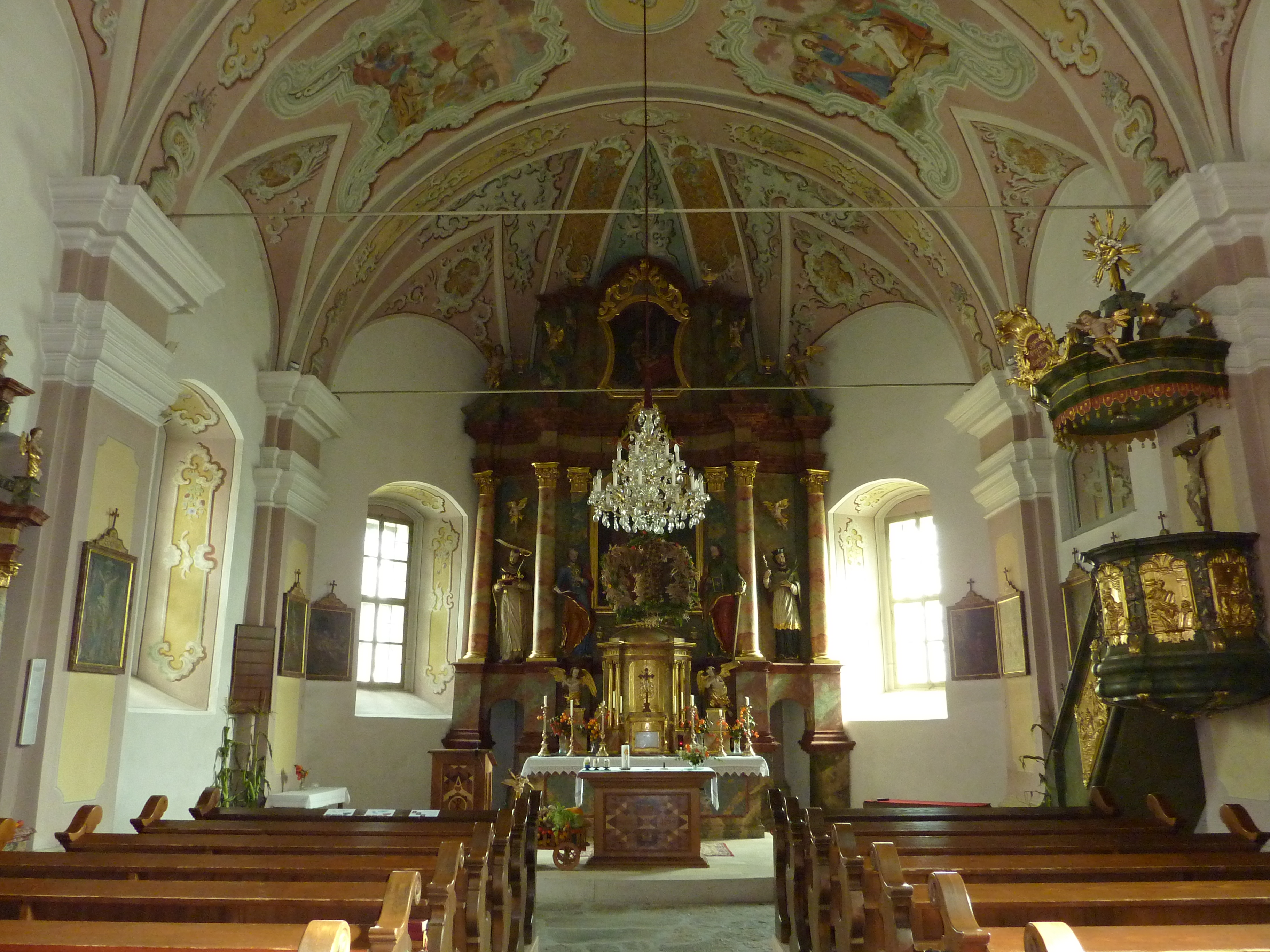
Blick auf den Hochaltar

Die Außenseite der Saalkirche wird durch Putzschnitt-Pilaster gegliedert. Der gedrungene spätgotische Kirchturm mit hohem Zeltdach steht leicht eingestellt im westlichen Teil des Kirchengebäudes. Der Kirchenraum ist vierjochig und weist einen Dreiachtelschluss auf. Er wird von einem auf Pilastern ruhenden Tonnengewölbe mit Gurtbogen überspannt. Die kräftigen Pilaster haben schwere Kapitelle. Die dreiachsige vorschwingende Empore befindet sich im westlichen Ende des Langhauses und ruht auf einer Stichkappentonne.
Der Großteil der Inneneinrichtung stammt vermutlich aus der Bauzeit um 1766. Der Hochaltar trägt das Wappen Raimunds von Saurau. Des Weiteren sind zwei Seitenaltäre vorhanden. Die Johann Piringer zugeschriebene Kanzel zeigt Reliefs der Evangelisten sowie des Simon Petrus als Fischer. Die 1773 von Ferdinand Schwarz gebaute Orgel trägt das Wappen der Familie Saurau und befindet sich im Originalzustand. Das Weihwasserbecken stammt aus dem Jahr 1655. In den Gewölben und den Fensterlaibungen findet man im Stil des Rokoko gehaltene Dekorationsmalereien sowie in den Bildfeldern Darstellungen von Kirchenvätern und Heiligen und hinter der Orgel ein Bildnis König Davids.